# United States Mint West Point
United States Mint West Point, tidigare West Point Bullion Depository, är en anläggning som är både ett myntverk och en förvaringsanläggning för investeringsguld och investeringssilver för USA:s finansdepartement. Anläggningen ligger på ägorna för USA:s armés utbildningsinstitution United States Military Academy i West Point, New York i USA. Den ägs och drivs av den amerikanska federala myndigheten United States Mint. Anläggningen förvarade, den 28 februari 2021, investeringsguld som motsvarade 1 533 metriska ton, omkring 22% av det totala investeringsguldet som finansdepartementet innehade det datumet. West Point förvarade även mängder av morfin och opium som tillhörde Defense Logistics Agency (DLA), myndigheten hade totalt 31 metriska ton fördelat mellan West Point och U.S. Bullion Depository i Kentucky.
Anläggningen uppfördes 1938 med namnet West Point Bullion Depository och förvarade främst investeringssilver, därav fick den smeknamnet "The Fort Knox of Silver". År 1973 började anläggningen tillverka mynt i syfte att underlätta för United States Mints andra myntverk, det varade fram till 1986. År 1980 började West Point även förvara investeringsguld. År 1988 blev den ett permanent myntverk. I februari det året blev West Point ett byggnadsminne på nationell nivå.
United States Mint West Point och dess tillgångar och intressen bevakas av den egna polismyndigheten United States Mint Police, men de får även beskydd från själva militärhögskolan om större angrepp skulle ske.